# Austrotinodes recurvatus
Austrotinodes recurvatus är en nattsländeart som beskrevs av Oliver S. Flint Jr. 1983. Austrotinodes recurvatus ingår i släktet Austrotinodes och familjen trattnattsländor. Inga underarter finns listade i Catalogue of Life.